# Ommata beltiana
Ommata beltiana är en skalbaggsart som beskrevs av Bates 1872. Ommata beltiana ingår i släktet Ommata och familjen långhorningar.
Artens utbredningsområde är:
- Costa Rica.
- Nicaragua.

Inga underarter finns listade i Catalogue of Life.